# Światowy Związek Polaków z Zagranicy

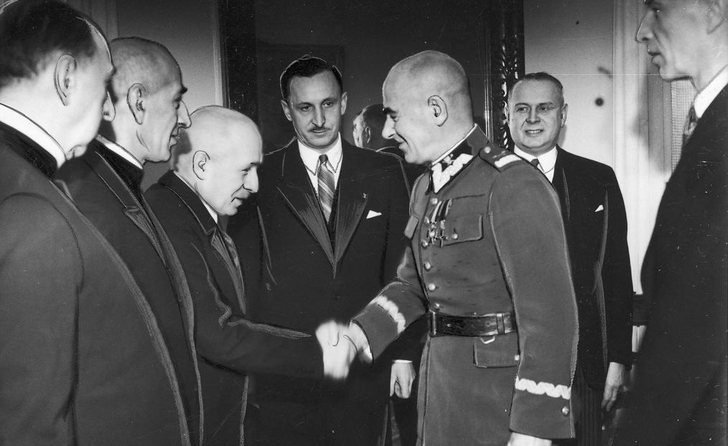
Spotkanie delegacji Związku Polaków z Zagranicy z marsz. E. Śmigłym-Rydzem w Warszawie. Rok 1939.

Światowy Związek Polaków z Zagranicy (Światpol) – organizacja utworzona latem 1934 r. na II Światowym Zjeździe Polaków z Zagranicy w Warszawie w celu utrzymania więzi kulturalnych Polonii z Polską i w celu włączenia Polonii w działania na potrzeby państwa polskiego i popierania polityki rządu.

## Charakterystyka
Organem prasowym było czasopismo „Polacy Zagranicą”. Siedziba ŚZPZ znajdowała się w Warszawie. Organizacja była kierowana do wybuchu II wojny światowej przez Władysława Raczkiewicza (późniejszego prezydenta na uchodźstwie). Podczas II wojny światowej ŚZPZ działał nielegalnie, po wojnie nie wznowił działalności.
Związek podkreślał konieczność zachowania lojalnej postawy wobec ich krajów zamieszkania i koncentrował się głównie na podtrzymaniu wszelkiego rodzaju działań kulturalno-oświatowych. Inicjował ponadto zakładanie polskich szkół, bibliotek, zespołów sportowych czy towarzystw śpiewaczych oraz organizowanie kursów oświatowych, które wspierał finansowo.
Z jego inicjatywy odbywały się coroczne spotkania przedstawicieli organizacji polonijnych i – chociaż organizowane rzadziej – polonijne igrzyska sportowe oraz zjazdy zespołów artystycznych (np. chórów).
Ostatnim żyjącym członkiem tej organizacji był Władysław Zachariasiewicz, urodzony w 1911.